# لیلند ارسر
لیلند ارسر (انگلیسی: Leland Orser؛ زادهٔ ۶ اوت ۱۹۶۰) یک هنرپیشه اهل ایالات متحده آمریکا است.

## فیلم‌شناسی
از فیلم‌ها یا برنامه‌های تلویزیونی که وی در آن نقش داشته‌است، می‌توان به روزگارشان را سیاه کن، مالون، نجات سرباز رایان، هفت، پرل هاربر، ربوده شده، بیگانه: رستاخیز، بی‌باک، ربوده شده ۲، اوضاع خیلی بد، هیئت منصفه فراری، اعتماد، پیچ خورده و میهمان اشاره کرد.

## زندگی شخصی
ارسر در سال ۱۹۸۷ با رما دونی ازدواج کرد و آن دو در سال ۱۹۸۹ از یکدیگر طلاق گرفتند. او در سال ۲۰۰۰ با جین تریپل‌هورن ازدواج کرده و از او صاحب یک پسر شد.